# 科奇斯縣
科奇斯縣是美国亞利桑那州東南部的一個縣，北鄰新墨西哥州，南鄰墨西哥，面積16,107平方公里。根據2020年美國人口普查，科奇斯縣共有人口12萬5,447人。科奇斯縣的縣治為比斯比。
科奇斯縣成立於1881年1月3日，是自皮马县獨立而成。縣名紀念阿帕契族酋長科奇斯。

## 地理
根據2000年人口普查，科奇斯縣的總面積為6,218.77平方英里（16,106.5平方），其中有6,169.45平方英里（15,978.8平方），即99.21%為陸地；49.32平方英里（127.7平方），即0.79%為水域。科奇斯縣既是亞利桑那州面積第八大的縣份，亦是美國面積第38大的縣份。其面積與羅德島州與康乃狄克州的總和面積相近。

### 毗鄰縣和直轄市
- 亞利桑那州 聖克魯斯縣：西南方
- 亞利桑那州 皮马县：西方
- 亞利桑那州 葛蘭姆縣：北方
- 亞利桑那州 格林利縣：東北方
- 新墨西哥州 伊達爾戈縣：東方
- 墨西哥索諾拉州 阿瓜普里伊塔（英语：Agua Prieta）：南方
- 墨西哥索諾拉州 卡納內阿：南方
- 墨西哥索諾拉州 纳科（英语：Naco, Sonora）：南方
- 墨西哥索諾拉州 聖塔克魯茲（英语：Santa Cruz, Sonora）：南方

## 人口
| 调查年                              | 人口    | 备注 | %±     |
| ----------------------------------- | ------- | ---- | ------ |
| 1890                                | 6,938   |      | —      |
| 1900                                | 9,251   |      | 33.3%  |
| 1910                                | 34,591  |      | 273.9% |
| 1920                                | 46,465  |      | 34.3%  |
| 1930                                | 40,998  |      | −11.8% |
| 1940                                | 34,627  |      | −15.5% |
| 1950                                | 31,488  |      | −9.1%  |
| 1960                                | 55,039  |      | 74.8%  |
| 1970                                | 61,910  |      | 12.5%  |
| 1980                                | 85,686  |      | 38.4%  |
| 1990                                | 97,624  |      | 13.9%  |
| 2000                                | 117,755 |      | 20.6%  |
| 2010                                | 131,346 |      | 11.5%  |
| 2011年估计                          | 133,289 |      | 1.5%   |
| U.S. Decennial Census 2011 estimate |         |      |        |

### 2010年
根據2010年人口普查，科奇斯縣擁有131,346居民。其人口密度為每平方英里21居民（每平方公里8.2居民）。科奇斯縣的人口是由78.5%白人、4.2%黑人、1.2%土著、1.9%亞洲人、0.3%太平洋岛民、9.6%其他種族和4%混血构成。而西班牙裔或拉丁美洲人佔了人口32.4%。

### 2000年
根據2000年人口普查，科奇斯縣擁有117,755居民、43,893住戶和30,768 家庭。其人口密度為每平方英里19居民（每平方公里7居民）。科奇斯縣擁有51,126間房屋单位，其密度為每平方英里8間（每平方公里3間）。科奇斯縣的人口是由 76.66%白人、4.52%黑人、1.15%土著、1.65%亞洲人、0.26%太平洋岛民、12.05%其他種族和3.72%混血构成。而西班牙裔或拉丁美洲人佔了人口30.69%。在117,755居民中，有25.35%人口的母語為西班牙語，1.31%為德語。
在43,893住户中，有32%擁有一個或以上的兒童（18歲以下）、55.1%為夫妻、11.1%為單親家庭、29.9%為非家庭、25.3%為獨居、10.1%住戶有同居長者。平均每戶有2.55人，而平均每個家庭則有3.07人。在117,755居民中，有26.3%為18歲以下、9.3%為18至24歲、26%為25至44歲、23.7%為45至64歲以及14.7%為65歲以上。人口的年齡中位數為37歲，每100個女性就有101.60個男性。而每100個成年女性（18歲以上）就有101.2個成年男性。
科奇斯縣的住戶收入中位數為$32,105，而家庭收入中位數則為$38,005。男性的收入中位數為$30,533，而女性的收入中位數則為$22,252。科奇斯縣的人均收入為$15,988。約13.5%家庭和17.7%人口在貧窮線以下，包括25.8%兒童（18歲以下）及10.4%長者（65歲以上）。
於2000年，最大的宗教派別順序為天主教（25,837人）和福音派新教（12,548人）。而最大的宗教機構則順序為天主教會（25,837人）和美南浸信会（5,999人）。